# الجبهة الوطنية التقدمية (العراق)
الجبهة الوطنية التقدمية كانت الجبهة الشعبية العراقية التي أعلن عنها في 16 يوليو 1973 والتي تشكلت في عام 1974 التي تشكلت ظاهريا في إطار «برنامج عمل مشترك» لإقامة تحالف بين حزب البعث العربي الاشتراكي والحزب الشيوعي العراقي والحزب الثوري الكردستاني وقسم مؤيد للحكومة من الحزب الديمقراطي الكردستاني ومستقلين متنوعين. كان الحزب الشيوعي العراقي قد أزيل من الحزب الوطني الديمقراطي في عام 1979 في حين عانى الحزب الديمقراطي الكردي من قيود عندما تولى صدام حسين السلطة بعد عام 1979. كفل إنشاء الجبهة الدور القيادي للبعثيين في الدولة والمجتمع مع السماح بالحكم الذاتي المحدود الأطراف المشاركة الأخرى الموالية للحكومة. تحدث الرئيس العراقي صدام حسين عن ذلك مرة واحدة على أنه «أحد الأشكال الأساسية للتعبير عن إرادتنا وتعميق الديمقراطية والمشاركة السياسية للشعب والقوى الوطنية في بناء التجربة الجديدة في جميع المجالات». كان يسيطر عليها ويحتفظ بها فقط البعث مع كل القوى السياسية القانونية الأخرى التي تعمل في خضوع لها.
تعود أصوله في يوليو 1970 عندما عرضت الحكومة تحت حكم أحمد حسن البكر وسط القتال مع الحزب الشيوعي العراقي (القيادة المركزية) والتعامل مع الانفصاليين الكرد الانفصاليين تشكيل الجبهة إلى أقسام معتدلة من الشيوعيين العراقيين في ظل ظروف تضمن الهيمنة البعثية على الدولة والتفرد السياسي داخل القوات المسلحة. من أجل القضاء على المشاعر الانفصالية الكردية تم الاتفاق على اتفاق الحكم الذاتي في عام 1970 لإنشاء كردستان العراق في حين بذلت محاولات للحصول على الحزب الديمقراطي الكردستاني للانضمام إلى الجبهة في الفترة من 1973 إلى 1974. أدى ذلك إلى استمرار قسم الأغلبية بقيادة مصطفى برزاني في التمرد ضد الدولة في حين انضم فصيل أصغر بقيادة هاشم عقراوي وأحمد محمد سعيد الأتروشي إلى الجبهة.
واصل الشيوعيون العراقيون رغم دخولهم في الجبهة القمع مثل اعتقال أعضاء المصنع وإعدام أعضاء داخل القوات المسلحة والرقابة القوية على صحيفة الحزب الشيوعي العراقي اليومية. بحلول عام 1979 تم القبض على قيادة صحيفة الحزب الشيوعي العراقي اليومية إما في المنفى مع انسحاب الحزب نفسه رسميا من الجبهة بحلول عام 1980 لمعارضة الحكومة علنا. في الفترة من 1995 إلى 2000 أعلن حزب شيوعي عراقي مؤيد للحكومة بقيادة يوسف حمدان وتم التسامح مع وجوده على الرغم من أنه لم يكن عضوا رسميا في الجبهة.
بعد تشكيل الجمعية الوطنية العراقية في عام 1980 كلفت الجبهة بترشيح المرشحين للانتخابات. كان الأمين العام للجبهة طوال فترة وجودها نعيم حداد. تم حله في عام 2003 بعد الإطاحة بالحكومة البعثية في حرب العراق.